# قائمة المدربين الفائزين بكأس القارات
هَذه قائمة المُدربين الفائزين بكأس الملك فهد وكأس القارات وهي بُطولة كُرَة قدم سابقة للمُنتخبات الوطنيَّة، كانت تُقام كل أربع سنواتٍ برعاية الاتحاد الدولي لكرة القدم. أُقيمَت البُطولة عشرُ مَرَّاتٍ، وتُعتبَر البرَازيل الأكثر فَوزًا بِهَا حيثُ حقَّقَتها أربع مَرَّاتٍ، ثم فَرنسا مَرَّتين، وبعدها كُلٍ من الأَرجنتين والدنمارك والمِكسيك وأَلمانيا.

## المُدربين الفائزين
| النسخة | الجنسية   | المدرب الفائز        | المنتخب الفائز |  |
| ------ | --------- | -------------------- | -------------- |  |
| 1992   | الأرجنتين | ألفيو باسيلي         | الأرجنتين      |  |
| 1995   | الدنمارك  | ريتشارد مولر نيلسون  | الدنمارك       |  |
| 1997   | البرازيل  | ماريو زاغالو         | البرازيل       |  |
| 1999   | المكسيك   | مانويل لابوينتي      | المكسيك        |  |
| 2001   | فرنسا     | روجيه لومير          | فرنسا          |  |
| 2003   | فرنسا     | جاك سانتيني          | فرنسا          |  |
| 2005   | البرازيل  | كارلوس ألبرتو بيريرا | البرازيل       |  |
| 2009   | البرازيل  | دونغا                | البرازيل       |  |
| 2013   | البرازيل  | لويس فيليبي سكولاري  | البرازيل       |  |
| 2017   | ألمانيا   | يواخيم لوف           | ألمانيا        |  |

## حسب الجنسية
| الجنسية   | المُدرب(ين) | عدد الألقاب |
| --------- | ---------- | ----------- |
| البرازيل  | 4          | 4           |
| فرنسا     | 2          | 2           |
| الدنمارك  | 1          | 1           |
| الأرجنتين | 1          | 1           |
| المكسيك   | 1          | 1           |
| ألمانيا   | 1          | 1           |